# Villandiego
Villandiego és una localitat situada en la província de Burgos, comunitat autònoma de Castella i Lleó (Espanya), comarca de Odra-Pisuerga, ajuntament de Sasamón, i a 863m d'altitud. Està molt a prop del Camí de Santiago.
El 2006, tenia 85 habitants, situat a 5,5 km. de la capital del municipi Sasamón, situat en un encreuament de camins que separen: al nord a Olmillos, per la A-231; la sud cap a Iglesias i la A-62; a l'est cap a Yudego i Citores, i a l'oest a Villasandino passant per Castrillo.
|           | Olmillos |        |
| Castrillo |          | Yudego |
|           | Iglesias |        |

## Història
El seu nom deriva de la paraula villa de Juan Diego.
Villa que formava part, en la seva categoria de pobles sols, del Partit de Castrojeriz, un dels catorze que formaven la Intendència de Burgos, durant el període comprès entre 1785 i 1833, en el Cens de Floridablanca de 1787, jurisdicció de realengo amb alcalde ordinari.
Pertenyia a l'antic municipi de Yudego i Villandiego a Castella la Vella en el partit de Castrojeriz codi INE-09479.

## Llocs d'interès
- L'església de Santa Marina, a l'Arciprestazgo de Amaya, depèn de la parròquia de Yudego.
- El molino de Villandiego, situat molt a prop del poble. Es tracta d'un molí de cub.